# Steve Rodby

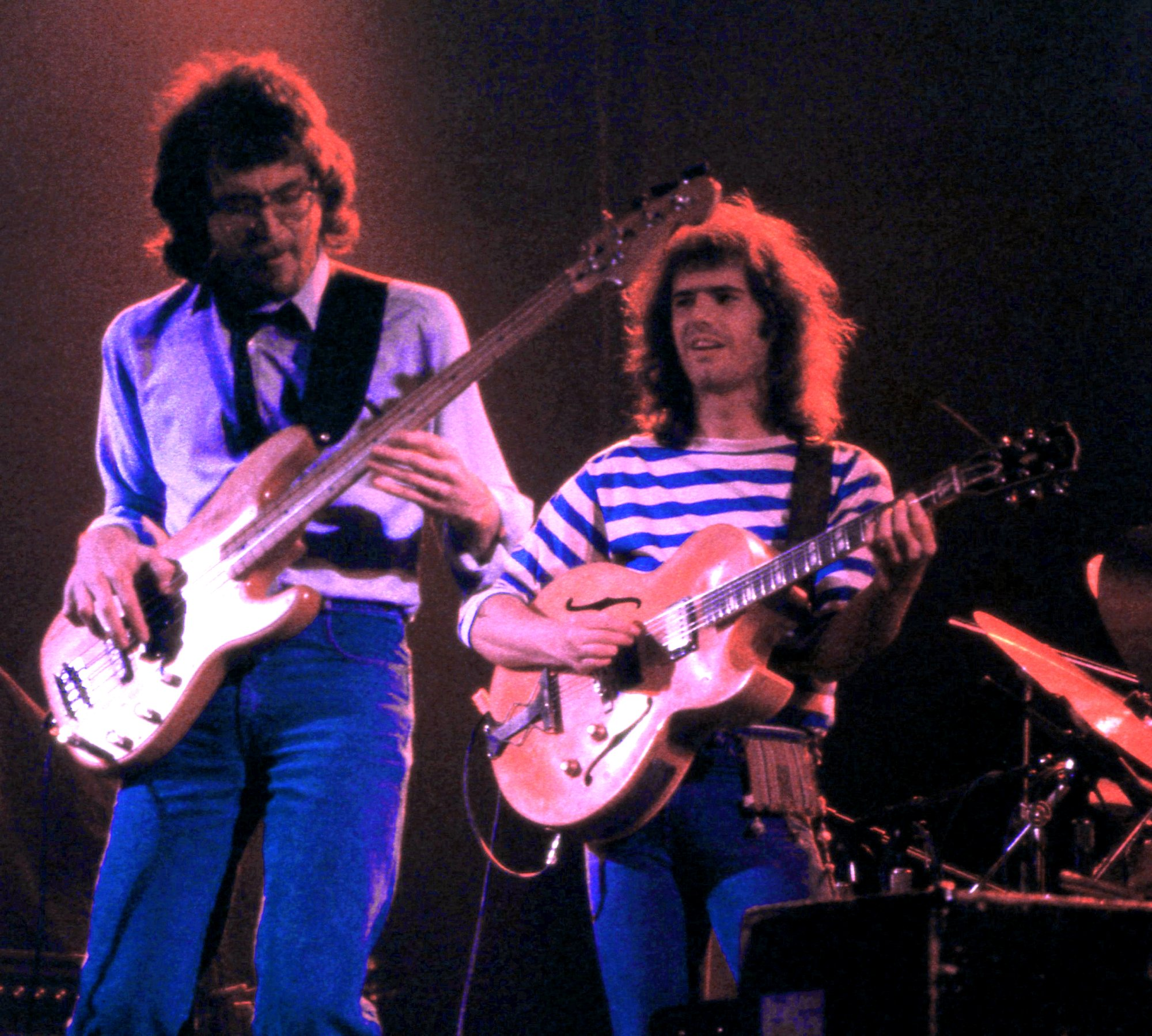
Steve Rodby (links) mit Pat Metheny (2005)

Steve Rodby (* 9. Dezember 1954 in Joliet, Illinois) ist ein US-amerikanischer Bassist und Musikproduzent.

## Leben und Wirken
Rodby, dessen Vater klassischer Musiker ist, lernte den Kontrabass im Fernsehen durch Captain Kangaroo kennen und begann bereits im Alter von zehn Jahren klassischen Bass zu spielen. Bald interessierte er sich sowohl für Jazz als auch für Popmusik und wendete sich auch dem E-Bass zu. Er studierte an der Northwestern University und erhielt einen Abschluss als klassischer Kontrabassist. Außerdem studierte er bei Warren Benfield vom Chicago Symphony Orchestra und dem Jazzbassisten Rufus Reid. Steve Rodby hat als Sideman mit einer großen Anzahl von Jazzmusikern gearbeitet, darunter Joe Henderson, Roy Haynes, Tony Bennett, Teddy Wilson, Milt Jackson, Art Farmer, Sonny Stitt, George Coleman, Ira Sullivan, Zoot Sims, Lee Konitz, Jackie McLean, Eddie Lockjaw Davis, Kenny Burrell, James Moody, Johnny Griffin and Monty Alexander. Seit 1981 gehörte er zur Band von Ramsey Lewis; auch nahm er mit Paul McCandless auf.
1981 trat er der Pat Metheny Group bei, deren Mitglied er immer noch ist; er ist auf allen Alben der Band seit damals zu hören. Er hat mit Metheny mehrere Projekte realisiert, unter anderem dessen Duo-Album mit  Jim Hall, die beiden Pat Metheny Group Live-Alben und außerdem Michael Breckers Album Nearness Of You. Zudem stellte er die Video- und Audio-DVD Imaginary Day Live der Pat Metheny Group zusammen.
Rodby war seit 1995 verstärkt als Produzent tätig. Beispielsweise produzierte er Oregon In Moscow (eine Aufnahme der Band Oregon mit dem Moscow Tchaikovsky Symphony Orchestra), welches für vier Grammys vorgeschlagen wurde, aber auch das Album Light My Fire von Eliane Elias. Als Toningenieur war er an Cassandra Wilsons Album Thunderbird beteiligt.